# Éclair
Un éclair, a veces también petisús, relámpago o palo de jacob, es un bollo fino o dona hecho con pasta choux, una pasta de doble cocción, a la que se da forma alargada y se hornea hasta que queda crujiente y hueco, y que habitualmente se rellena.
No hay que confundir este bollo con el pepito de crema de Valladolid o con el suso de Gerona (España), ambos son elaborados con otra masa y técnica.

## Origen
El éclair se originó durante el siglo XIX en Francia, donde fue llamado "pain à la Duchesse" o "petite duchesse" hasta 1850. El primer testimonio escrito en francés fue en la década de 1860. Algunos historiadores de la comida especulan que los éclairs fueron hechos por primera vez por el famoso chef francés Marie-Antoine Carême (1784–1833).

### Etimología
El éclair (en francés) significa ‘relámpago’. Se cree que el bollo recibió en francés este nombre por la forma en la que brilla cuando es cubierto con el glaseado. Por otro lado, petisús se cree que proviene de una modificación de la palabra francesa petit four (literalmente ‘pequeño horno’).  Pero lo más probable es que sea la castellanización de petit choux > petitchoux > petisú debido al tipo de masa choux empleada.  Denominación bastante extendida en España.

## Características

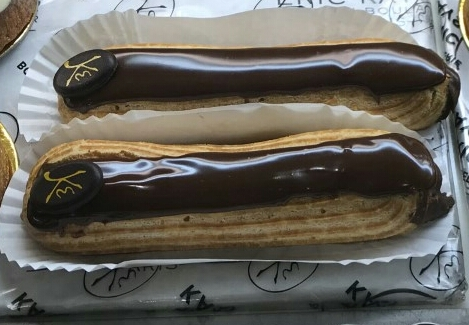
Éclairs

Se hacen de la misma masa que las lionesas, cuya diferencia es que son redondas. Cuando estas están rellenas de nata y cubiertas con salsa de chocolate son profiteroles. Si las bolitas de pasta se fríen en vez de cocerse en el horno, se obtienen buñuelos dulces en vez de lionesas, muy habituales en la cocina catalana y otras. Con esta misma masa y relleno se pueden hacer unos roscones, de tamaño familiar, que en Cataluña se llaman torteles.
Tradicionalmente el éclair se rellena de crema pastelera de vainilla o chocolate, o bien con nata, y suele cubrirse con chocolate glaseado. Otros rellenos incluyen nata aromatizada con café soluble, cacao, ron, fruta o puré de castañas. 

### Variantes
En España es conocido como petisú o palo de Jacob.  Se rellenan de chocolate, nata o crema pastelera. 
En Cataluña suele rellenarse de crema catalana, una variante de la creme brulé, también llamada crema pastelera, una forma de crema hecha normalmente con yemas, leche, azúcar y canela en lugar de vainilla.
En Costa Rica rellenos con diversos ingredientes y glaseados son conocidos tanto como éclaires o duquesas como, tradicionalmente y de manera acentuada en Cartago, en la categoría de embustes (es decir tosteles).
En Argentina este tipo de pastel, principalmente cubierto con un glaseado de caramelo o con salsa de chocolate, se denomina palo de jacob.
En Venezuela se conocen como Jumbo (pronunciado /yumbo/) o Lengua de suegra, los cuales son expendidos conjuntamente con los dónuts.
En Perú, Ecuador y Guatemala se conoce como relámpago y generalmente se consigue en pastelerías. Por lo general están cubiertos por chocolate o por caramelo.